# 岩手県営運動公園
岩手県営運動公園（いわてけんえいそうごううんどうこうえん）は、岩手県盛岡市にある総合スポーツ施設である。施設は岩手県が所有し、岩手県スポーツ振興事業団が指定管理者として運営管理を行っている。

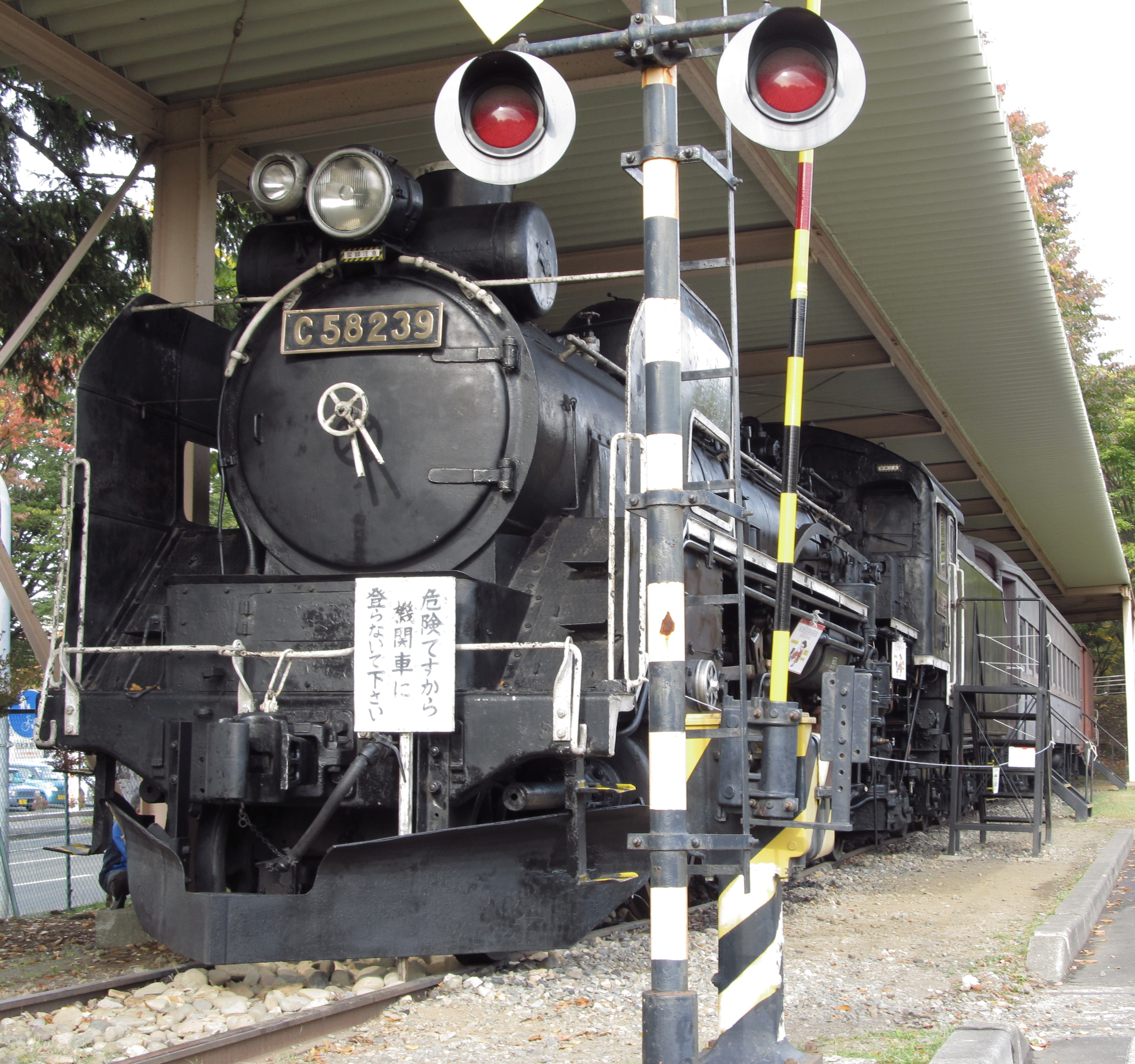
かつて岩手県立運動公園に状態保存されていたC58 239号機。現在は｢SL銀河」の牽引機として再スタートを切っている。

## 概要
岩手県営運動公園には、野球場や陸上競技場、補助競技場、サッカー場、ラグビー場といった施設が配置され、岩手県のスポーツにおいて中心を担う施設として機能している。
同陸上競技場は、1970年（昭和45年）開催の第25回国民体育大会の会場とするために、1966年（昭和41年）6月に完成した。その後、1999年（平成11年）に、インターハイのサッカー会場となるために改修され、現在の姿になっている。
東北地方の陸上競技場としては、宮城スタジアムに次ぎ仙台市陸上競技場と並ぶ収容人員を誇る。サッカーやラグビーなどの公式戦も行われ、球技場としても使用される。
近年は老朽化が著しく進み、新設や改修を検討すべきではないかとの声も上がっている。

## 陸上競技場

### メインスタジアム
- 日本陸上競技連盟第2種公認
- トラック：400m×8レーン
- 天然芝
  - サッカー・ラグビーでの使用については芝生保護のため、県内大会の場合は決勝戦のみ、それ以外の東北ブロック大会・全国大会（日本プロサッカーリーグ、ジャパンラグビートップリーグも含む）レベルでのみの開放に限定する。ただしスパイクによるレーン破損を防ぐため、一部人工芝を敷くことを義務付ける。スパイクを使用しない少年サッカー大会や、競技会ではない広域的な人々の参加が見込めるスポーツ教室で利用する場合は内容を審査・検討したうえで許可を出す場合もある[2]。
- 収容人数：30,000人（座席数約20,000・メインスタンド、バックおよびサイドスタンド後部のみ固定座席、他は芝生席）
- 照明設備：メインスタンド、バックスタンド・鉄塔型4基（平均照度:406ルクス（全灯）　Jリーグで使用する場合は1500ルクス以上を求めており、現状ではナイター開催不可）
- 2023年4月1日より、1年間契約により、JA全農いわてと命名権契約を結び、「純情産地いわてトラフィール」と命名された。命名権契約金は年350万円（税別）[3]。2024年4月1日よりさらに2年延長した[4]。

#### サッカーJリーグ・なでしこリーグの開催歴
Jリーグの開催実績
- 1993年（平成5年）8月28日、'93JリーグNICOSシリーズ 第8節、ヴェルディ川崎対清水エスパルス…15:00キックオフ、観衆28625人、延長戦終えて0-0からのPK戦を行い、2-3で清水の勝利[5]
- 1999年（平成11年）6月12日　Jリーグヤマザキナビスコカップ2回戦、ヴェルディ川崎対名古屋グランパスエイト…14:00キックオフ、観衆11152人、0-3で名古屋の勝利[6]

これ以後、Jリーグが提示したスタジアム規格を満たしていないため、2014年（平成26年）にJ3リーグへ正式加盟したいわてグルージャ盛岡の主催試合を含め、Jリーグ公式戦では使用されていない。
- 2011年（平成23年）4月　非公式戦の東日本大震災の復興支援のフレンドリーマッチとしてグルージャ盛岡（当時東北1部リーグ）対横浜FCの試合が行われ13,500人の観客を集めた。

なでしこリーグの開催実績
2012年（平成24年）4月女子サッカーなでしこリーグ日テレ・ベレーザ対ジェフユナイテッド市原・千葉レディースの試合が行われ、なでしこリーグ地方開催としては異例となる7,082人の観客を集めた。

### 補助競技場
- トラック　1周300m・直線130m　6レーン（うち3レーンは全天候型）
- 照明塔なし

## サッカー場
フィールドはクレー。特にラグビー場とは、メインスタンドのコンコースを共有する形で背中合わせのような感じで建設されている。天皇杯予選などが行われている。
- 収容人数　4000人（座席数約2000・メインスタンド中央部のみ固定座席、他は芝生席）
- クレーグラウンド
- 照明　200ルクス
- 得点板×2

### サッカー公式戦
天皇杯岩手県予選、東北社会人サッカーリーグ（FCガンジュ岩手、盛岡ゼブラのホーム）の試合などが行われている。

## 野球場
軟式専用（岩手県営野球場とは全く別）。両翼90ⅿ・中堅93ⅿ、4000人収容。

## 駐車場
- 南第1駐車場（年中無休　普通車100台収容）
- 南第2駐車場（各種大会実施日に開設　普通車449台・軽自動車47台収容）
- 南第3駐車場（12月1日-3月31日休場　普通車150台収容）
- 北駐車場（各種大会実施日に開設　普通車40台収容）